# Limnophora veniseta
Limnophora veniseta är en tvåvingeart som beskrevs av Stein 1915. Limnophora veniseta ingår i släktet Limnophora och familjen husflugor. Inga underarter finns listade i Catalogue of Life.